# Un trou dans le monde
Un trou dans le monde est le 15e épisode de la saison 5 de la série télévisée Angel.

## Synopsis
Un sarcophage arrive dans le laboratoire de Fred mais, quand celle-ci touche l'un des cristaux qui recouvrent sa surface, elle inhale de l'air poussiéreux qui s'en échappe. Un peu plus tard, elle crache du sang et s'évanouit et toute l'équipe unit ses efforts pour tenter de trouver ce qui lui arrive. Angel, Spike et Lorne vont débusquer Eve dans l'appartement où celle-ci se cache mais il s'avère qu'elle n'est pas impliquée. Elle leur apprend toutefois comment procéder pour trouver des informations sur le sarcophage et, grâce à cela, Wesley découvre qu'il s'agit du sarcophage d'un très ancien et puissant démon nommé Illyria. Ce sarcophage était censé se trouver dans le Puits sépulcral, en Angleterre, aussi Angel et Spike partent-ils là-bas pour parler au gardien du puits. Pendant ce temps, l'état de Fred continue à se détériorer car l'essence d'Illyria agit comme une infection et remodèle son corps et ses organes afin de s'incarner dedans.
Wesley veille sans relâche au chevet de Fred, alors qu'en Angleterre, Angel et Spike rencontrent Drogyn, le gardien du puits, qui leur explique que le sarcophage a disparu depuis un mois. Gunn découvre que Knox, l'assistant de Fred, est impliqué dans ce qui lui arrive et Knox avoue être un servant d'Illyria tout en révélant à Gunn que, si le sarcophage est arrivé, c'est aussi grâce à un papier que Gunn a signé (voir l'épisode précédent). Drogyn explique à Angel et Spike que le seul moyen de sauver la vie de Fred causerait la mort de milliers de personnes et les deux vampires comprennent que Fred ne voudrait jamais cela. Un Wesley éploré soutient Fred jusqu'au bout et elle finit par mourir dans ses bras mais, quelques instants plus tard, sa peau et ses cheveux virent au bleu et elle se relève, son corps désormais possédé par Illyria. 

## Production
Joss Whedon, scénariste et réalisateur de l'épisode, explique qu'il pensait que ce serait amusant de tuer le personnage de Fred et qu'il l'a fait afin de donner à Amy Acker l'occasion d'interpréter un personnage radicalement différent. Il affirme néanmoins avoir pleuré quand il a écrit, tourné et monté la scène de la mort de Fred et que c'est l'une des plus belles scènes qu'il ait jamais tournées. Whedon avait envisagé de confier le rôle du gardien du Puits sépulcral à Anthony Stewart Head, qui aurait repris pour l'occasion son personnage de Giles mais le budget ne le permettait pas. Il a donc créé le personnage de Drogyn en lui donnant la spécificité d'être incapable de mentir pour que les téléspectateurs le croient quand il explique que Fred ne peut pas être sauvée.